# Jedward
John i Edward Grimesowie (ur. 16 października 1991 w Dublinie), znani jako Jedward – irlandzki duet piosenkarzy i osobowości telewizyjnych, którzy szerszą rozpoznawalność zyskali w 2009 dzięki udziałowi w szóstej edycji programu The X Factor.
Dwukrotni reprezentanci Irlandii w Konkursie Piosenki Eurowizji (2011, 2012). Wydali trzy albumy studyjne: Planet Jedward, Victory i Young Love. Pierwsze dwa albumy zdobyły certyfikat podwójnej platynowej płyty w Irlandii.
Poza działalnością muzyczną, prowadzili program dla dzieci Jedward’s Big Adventure oraz OMG! Jedward’s Dream Factory oraz brali udział w ósmej edycji brytyjskiego programu Celebrity Big Brother.

## Życiorys
Bliźnięta John Paul Henry Daniel Richard Grimes i Edward Peter Anthony Kevin Patrick Grimes urodzili się w Rathangan. John jest dziesięć minut starszy od Edwarda. Mają starszego o rok brata Kevina. Po rozwodzie rodziców w 2001, synowie zamieszkali z matką w Dublinie, ale pozostali w bliskich stosunkach z ojcem.
Ze względu na nietypowy wygląd i uwielbienie do muzyki pop John i Edward Grimesowie byli obiektem agresji w szkole King’s Hospital i po czterech latach zostali przeniesieni do Institute of Education. Uczestniczyli w szkolnych konkursach talentów i w zawodach lekkoatletycznych.

## Kariera
W 2009 wzięli udział jako duet Jedward w przesłuchaniach do szóstej edycji programu The X Factor. Ich występ wzbudził kontrowersje wśród opinii publicznej, głównie ze względu na ich niecodzienny wygląd. Simon Cowell opisał ich jako „niezbyt dobrych i bardzo irytujących”, mimo to dostali się do kolejnego etapu programu, w którym ich mentorem został Louis Walsh. Zakwalifikowali się do odcinków na żywo. W trakcie udziału w programie zyskali popularność w lokalnej prasie. Odpadli w siódmym odcinku, emitowanym 22 listopada.

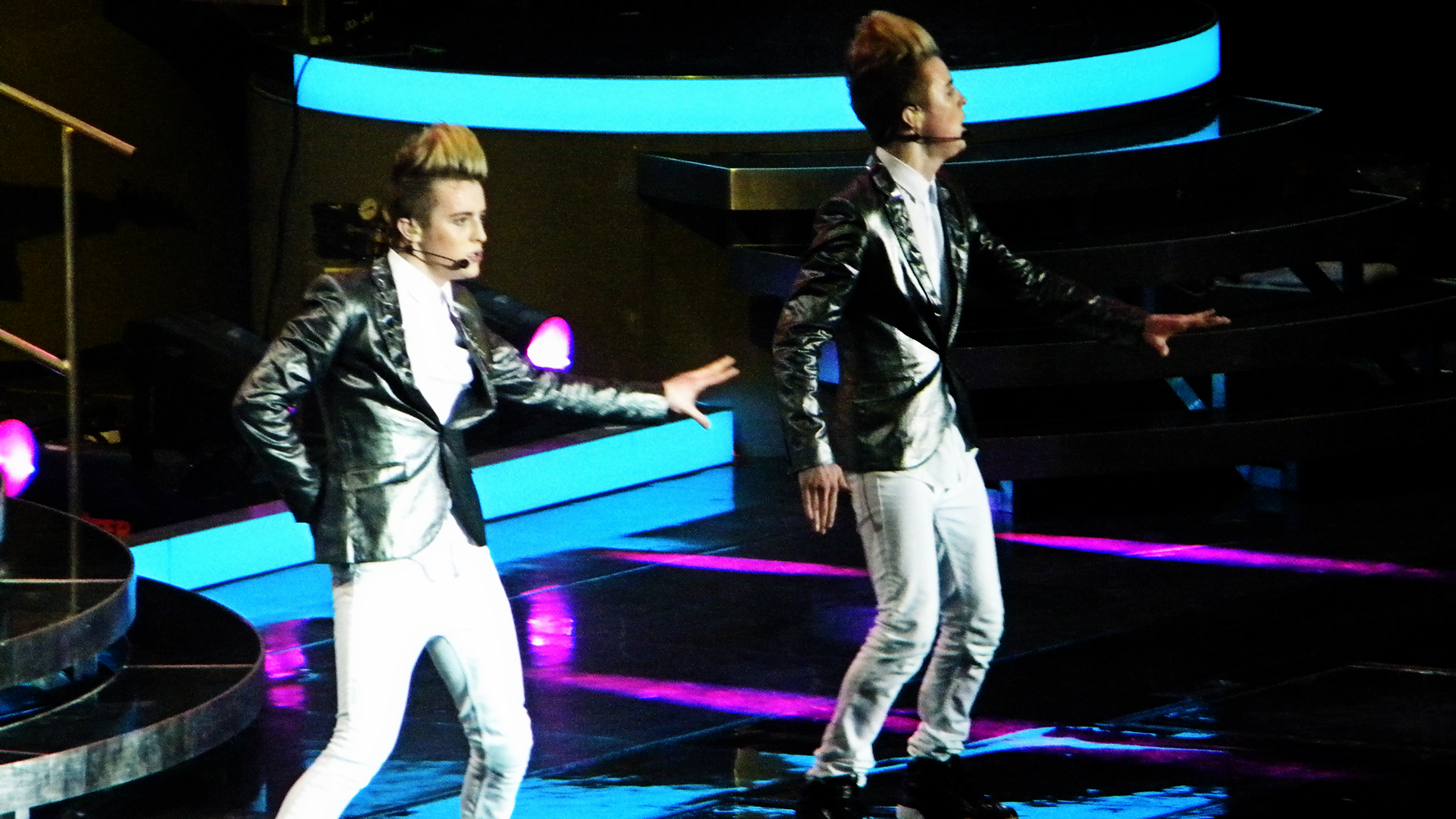
Bracia Jedward podczas występu w programie The X Factor, 2010

Po udziale w X Factorze zaangażowali się w radiową kampanię promocyjną Turystyki Irlandii oraz podpisali kontrakt z wytwórnią menedżmentową Modest! Management. W styczniu 2010 zawarli umowę z wytwórnią muzyczną Sony Music Entertainment, opiewający na sumę 90 tys. funtów. Niedługo potem wydali debiutancki singiel „Under Pressure (Ice Ice Baby)”, będący mashupem piosenek „Under Pressure” i „Ice Ice Baby”, z którym dotarli do pierwszego miejsca irlandzkiej listy przebojów i do drugiego miejsca notowania w Wielkiej Brytanii. Od lutego do kwietnia występowali w ramach trasy koncertowej X Factor’ Live. W marcu zakończyli współpracę z Sony Music, po czym podpisali umowę z irlandzkim oddziałem Universal Music. W kwietniu rozpoczęli pierwszą samodzielną trasę koncertową pod nazwą Planet Jedward Tour, obejmującą 27 koncertów na terenie Irlandii. W maju zostali ambasadorami kampanii reklamowej irlandzkiej restauracji fast food Abrakebabra. W lipcu wystąpili w koncercie T4 on the Beach w Weston-super-Mare, gdzie Edward niefortunnie upadł, wskutek czego zerwał więzadła w lewym kolanie, co wymagało operacji korygującej. Również w lipcu zaprezentowali singiel „All the Small Things”, będący ich interpretacją utworu Blink-182, z którym dotarli do 21. miejsca listy przebojów w Irlandii i do 6. miejsca w Wielkiej Brytanii. Utwór umieścili na debiutanckim albumie studyjnym pt. Planet Jedward, który ukazał się w lipcu i dotarł do pierwszego miejsca Irish Albums Chart i do 17. miejsca UK Albums Chart. W ramach promocji płyty wystąpili gościnnie w reality show Channel 4 Big Brother, wykonując piosenkę „All the Small Things” jako część zadania uczestników programu, którzy mieli „ignorować rzucające się w oczy rzeczy”. W sierpniu telewizja ITV2 wyemitowała trzyczęściowy film dokumentalny Jedward: Let Loose, którego byli bohaterami. Program promował debiutancki album duetu, dokumentował kontuzję Edwarda podczas koncertu T4 on the Beach oraz produkcję teledysków do singli „Under Pressure (Ice Ice Baby)” i „All the Small Things”. We wrześniu byli bohaterami programu OMG! It’s Jedward!. Od 22 grudnia 2010 do 9 stycznia 2011 występowali w pantomimie Kopciuszek wystawianej w Teatrze Olimpijskim w Dublinie.

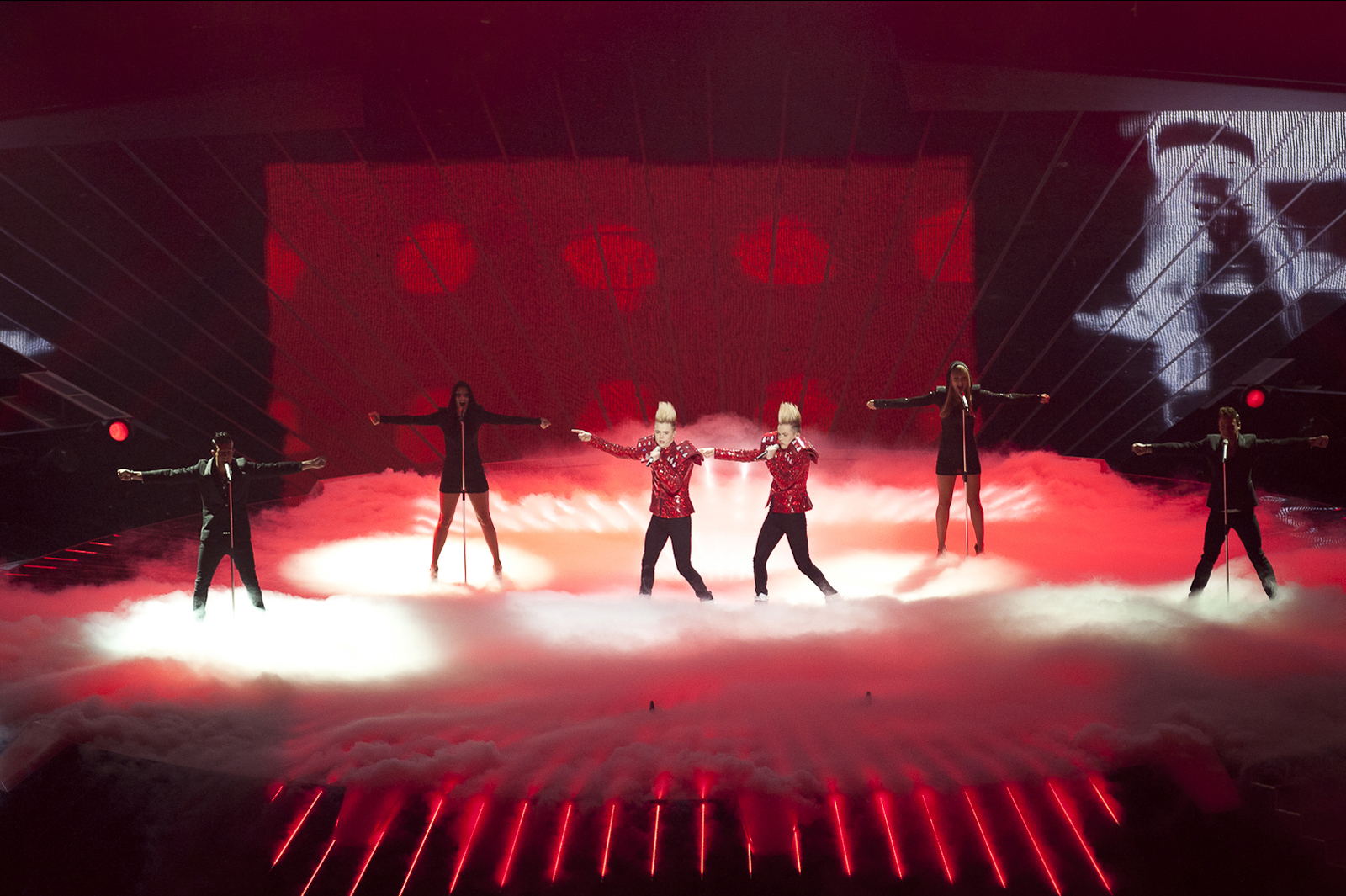
Jedward podczas 56. Konkursu Piosenki Eurowizji, maj 2011

W 2011 wzięli udział z piosenką „Lipstick” w krajowych eliminacjach do Konkursu Piosenki Eurowizji. 11 lutego zwyciężyli w finale selekcji, zostając reprezentantami Irlandii podczas 56. Konkursu Piosenki Eurowizji w Düsseldorfie. Ich konkursowa piosenka dotarła do pierwszego miejsca na listach przebojów w Irlandii. Przed udziałem w konkursie rozpoczęli ogólnokrajową trasę koncertową Bad Behaviour Tour. W maju pomyślnie przeszli przez półfinał Eurowizji i awansowali do finału, w którym zajęli ósme miejsce. Po udziale w konkursie singiel „Lipstick” został wydany cyfrowo w Europie oraz pojawił się na listach przebojów w krajach, takich jak Belgia, Szwecja, Niemcy czy Austria, a także w Korei Południowej (8. miejsce na liście międzynarodowych hitów). Piosenka została wykorzystana w kampanii reklamowej firmy Hyundai w Azji Południowo-Wschodniej. Pod koniec maja bracia zagrali minikoncert w College Green w Dublinie przed przemową Prezydenta Stanów Zjednoczonych, Baracka Obamy oraz wzięli udział w kampanii reklamowej sieci komórkowej Three Ireland, która stworzyła model telefonu komórkowego o nazwie Jedward. W kolejnych miesiącach wzięli udział w kampaniach reklamowych dla przewoźników kolejowych East Midlands Trains, słodyczy Rowntree’s Randoms, gry Dragon Quest IX na Nintendo DS, trasy koncertowej Scooby-Doo: Mystery Machine oraz marek Disney Universe i Travel Supermarket, której reklama została zakazana w Wielkiej Brytanii z powodu rzekomego wprowadzania konsumentów w błąd. W lipcu wydali singiel „Bad Behaviour”, który dotarł do pierwszego miejsca irlandzkiej listy przebojów. Utwór umieścili na swoim drugim albumie studyjnym pt. Victory. Pod koniec miesiąca rozpoczęli pierwszą część trasy koncertowej The Carnival Tour, składającej się z 12 koncertów zagranych w Irlandii i Irlandii Północnej. We wrześniu zagrali pierwszą europejską trasę koncertową – wystąpili w Szwecji, Niemczech i Wielkiej Brytanii. W tym samym roku wystąpili w ósmej brytyjskiej edycji programu Celebrity Big Brother, zajmując ostatecznie trzecie miejsce w finale. W sierpniu wydali singiel „Wow Oh Wow”, a w grudniu zagrali w pantomimie Jedward i magiczna fasola będącej komediowo-musicalową wersją baśni Jaś i magiczna fasola.

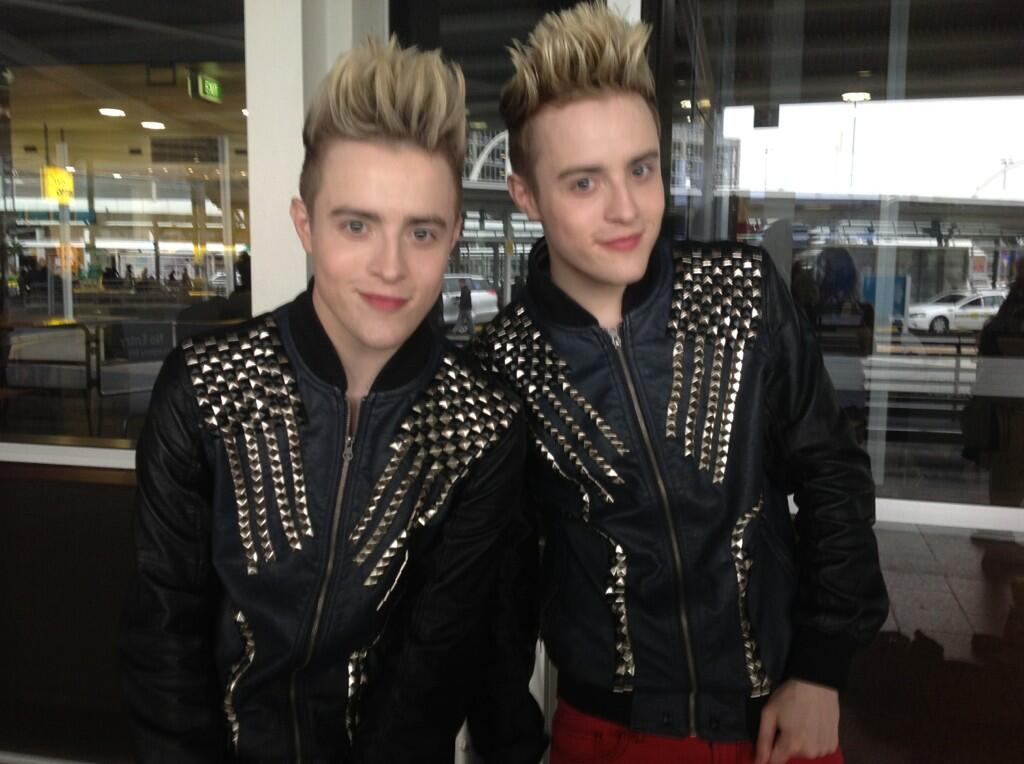
Bracia Jedward podczas pobytu w Sydney, grudzień 2013

W styczniu 2012 rozpoczęli europejską część trasy Victory Tour, obejmującej koncerty w Austrii, Niemczech, Szwecji, Finlandii i Estonii. 24 lutego z piosenką „Waterline” wygrali irlandzkie eliminacje eurowizyjne, zostając reprezentantami Irlandii w 57. Konkursie Piosenki Eurowizji w Baku. W marcu wystąpili na zakończeniu maratonu w Los Angeles. W maju pomyślnie przeszli przez półfinał Eurowizji i dostali się do finału, w którym zajęli 19. miejsce. Również w maju wydali charytatywny singiel i nieoficjalną irlandzką piosenkę na Mistrzostwa Europy w Piłce Nożnej 2012 – „Put the Green Cape On”, będącą nową interpretacją utworu „Lipstick” z nowymi słowami napisanymi przez DJ-a Colma Hayesa. Dochód ze sprzedaży singla został przekazany Stowarzyszeniu na rzecz Przeciwdziałania Przemocy wobec Dzieci w Irlandii. W czerwcu wydali trzeci album studyjny pt. Young Love, który dotarł do pierwszego miejsca notowania najczęściej kupowanych płyt w Irlandii, a także znalazł się w zestawieniach sprzedaży w Szwecji, Korei Południowej, Finlandii, Austrii, Niemczech czy Wielkiej Brytanii. 6 czerwca pobiegli w sztafecie z ogniem olimpijskim podczas Letnich Igrzysk Olimpijskich 2012 w Dublinie. W lipcu zagrali koncert w Singapurze. W sierpniu rozpoczęli krajową część trasy Young Love Tour. W sierpniu wystąpili w sztuce Jedward i magiczna lampa. We wrześniu telewizja UK TV wyemitowała serię Jedward’s Weird Wild World, w której bracia prezentowali popularne filmy w Internecie. W październiku wydali singiel „Luminous”, który pojawił się na listach przebojów w Irlandii i Korei Południowej. W tym samym czasie nagrali akustyczną wersją przeboju Adele „Skyfall”. W listopadzie przedstawili nagrodę dla „najlepszej niezależnej firmy produkcyjnej” na gali rozdania Dziecięcych Nagród Befta. W grudniu pojawili się jako goście muzyczni w jednym z odcinków drugiej rumuńskiej edycji programu The Voice of Romania.
W maju 2020 roku wystąpili w projekcie Eurovision Home Concerts, w którym wykonali „Lipstick” i cover kompozycji „Satellite” niemieckiej piosenkarki Leny.

## Filantropia
Bracia angażują się w wiele projektów charytatywnych, dzięki czemu w 2011 zdobyli tytuł jednych z najlepiej ocenianych ambasadorów charytatywnych w Irlandii. Są ambasadorami Stowarzyszenia na rzecz Przeciwdziałania Przemocy wobec Dzieci w Irlandii (ISPCC) Dochody z charytatywnego singla promującego Irlandię podczas Mistrzostw Europy w Piłce Nożnej 2012, „Put The Green Cape On”, również został przeznaczony na ISPCC. W latach 2010–2012 wystąpili na koncercie ChildLine wraz z podopiecznymi irlandzkiej akcji charytatywnej ChildLine. Zaangażowali się również w organizacje charytatywne: Comic Relief, Sport Relief i Children in Need, w Wielkiej Brytanii. Znajdują też czas na odwiedzanie dzieci w szpitalach.

## Reakcje
Bracia Jedward byli tematem komentarzy użytkowników serwisów społecznościowych i mediów. Fenomen bliźniaków komentowało również wielu celebrytów. Fanami duetu są m.in. Peaches Geldof, Pixie Lott, Westlife, Robbie Williams i Brian Cowen. Brytyjska piosenkarka Leona Lewis wyznała, że „martwi się o nich”. Podczas trwania programu The X Factor Liam Gallagher skrytykował bliźniaków słowami: Jak ich nie uderzyć? Wiem wszystko o irytujących cholernych braciach, ale nikt nie podchodzi blisko nich. Co się do cholery dzieje z brytyjską muzyką? I co to za rzeczy na ich głowach?. Członkowie zespołu Queen – gitarzysta Brian May oraz perkusista Roger Taylor – również wyrazili negatywne opinie o Jedward. W listopadzie 2009 Taylor w wywiadzie dla BBC News stwierdził, że „nie są dobrymi wokalistami”, a May przyznał, że „ludzie albo ich kochają albo nienawidzą, a to zawsze dobry znak”.
Swoje zdanie o duecie wyrazili również irlandzcy i brytyjscy politycy. Przewodniczący dwóch najważniejszych partii brytyjskich, Partii Pracy i Partii Konserwatywnej, wydali na potrzeby kampanii wyborczej plakaty parodiujące bliźniaków. Były premier Wielkiej Brytanii Gordon Brown opisał braci jako „nie za dobrych”, ale później przeprosił za te słowa. Brytyjski premier David Cameron przyznał, że lubił oglądać program The X Factor i że Jedward byli jego faworytami.
Magazyn „Irish Independent” nazwał ich „bliźniakami, którym słoń na ucho nadepnął”

## Dyskografia

### Albumy studyjne
| Tytuł          | Informacje                                                                        | Najwyższe pozycje na listach | Najwyższe pozycje na listach | Najwyższe pozycje na listach | Certyfikat        |
| Tytuł          | Informacje                                                                        | IRL                          | AUT                          | UK                           | Certyfikat        |
| -------------- | --------------------------------------------------------------------------------- | ---------------------------- | ---------------------------- | ---------------------------- | ----------------- |
| Planet Jedward | - Data: 16 lipca 2010 - Wytwórnia: Universal Music - Format: digital download, CD | 1                            | 56                           | 17                           | - IRL: 2× Platyna |
| Victory        | - Data: 5 sierpnia 2011 - Wytwórnia: Universal Music                              | 1                            | –                            | 34                           | - IRL: 2× Platyna |
| Young Love     | - Data: 1 czerwca 2012 - Wytwórnia: Universal Music                               | –                            | –                            | –                            |                   |

### Kompilacje
| Tytuł          | Informacje | Najwyższe pozycje na listach | Najwyższe pozycje na listach | Najwyższe pozycje na listach | Najwyższe pozycje na listach |
| Tytuł          | Informacje | AUT                          | EST                          | GER                          | SWE                          |
| -------------- | --- | ---------------------------- | ---------------------------- | ---------------------------- | ---------------------------- |
| Planet Jedward | - Kompilacja utworów z płyt Planet Jedward i Victory - Data: 15 lipca 2011 (Europe) - Wytwórnia: Universal Music | 53                           | 6                            | 51                           | 15                           |

### Single
| Rok                                                      | Tytuł                                                    | Najwyższe pozycje na listach | Najwyższe pozycje na listach | Najwyższe pozycje na listach | Najwyższe pozycje na listach | Najwyższe pozycje na listach | Najwyższe pozycje na listach | Najwyższe pozycje na listach | Najwyższe pozycje na listach | Najwyższe pozycje na listach | Najwyższe pozycje na listach | Najwyższe pozycje na listach | Album            |
| Rok                                                      | Tytuł                                                    | IRL                          | AUT                          | BEL (Fl)                     | BEL (Wa)                     | FIN                          | NLD                          | KOR                          | GER                          | SWE                          | SWI                          | UK                           | Album            |
| -------------------------------------------------------- | -------------------------------------------------------- | ---------------------------- | ---------------------------- | ---------------------------- | ---------------------------- | ---------------------------- | ---------------------------- | ---------------------------- | ---------------------------- | ---------------------------- | ---------------------------- | ---------------------------- | ---------------- |
| 2010                                                     | „Under Pressure (Ice Ice Baby)” (gościnnie: Vanilla Ice) | 1                            | –                            | –                            | –                            | –                            | –                            | –                            | –                            | –                            | –                            | 2                            | Planet Jedward   |
| 2010                                                     | „All the Small Things”                                   | 21                           | –                            | –                            | –                            | –                            | –                            | –                            | –                            | –                            | –                            | 80                           | Planet Jedward   |
| 2011                                                     | „Lipstick”                                               | 1                            | 3                            | –                            | –                            | 22                           | 84                           | 8                            | 12                           | 11                           | 28                           | 40                           | Victory          |
| 2011                                                     | „Bad Behaviour”                                          | 1                            | –                            | –                            | –                            | –                            | –                            | 43                           | –                            | –                            | –                            | –                            | Victory          |
| 2011                                                     | „Wow Oh Wow”                                             | –                            | –                            | –                            | –                            | –                            | –                            | –                            | –                            | –                            | –                            | –                            | Victory          |
| 2012                                                     | „Waterline”                                              | 5                            | 50                           | –                            | –                            | –                            | –                            | –                            | 62                           | –                            | –                            | 122                          | Young Love       |
| 2012                                                     | „Put the Green Cape On”                                  | 3                            | –                            | –                            | –                            | –                            | –                            | –                            | –                            | –                            | –                            | –                            | Young Love       |
| 2012                                                     | „Young Love”                                             | 31                           | –                            | –                            | –                            | –                            | –                            | –                            | –                            | –                            | –                            | –                            | Young Love       |
| 2012                                                     | „Luminous”                                               | 59                           | –                            | –                            | –                            | –                            | –                            | –                            | –                            | –                            | –                            | –                            | Young Love       |
| 2014                                                     | „Free Spirit”                                            | 31                           | –                            | –                            | –                            | –                            | –                            | –                            | –                            | –                            | –                            | –                            | –                |
| 2014                                                     | „Ferocious”                                              | 15                           | –                            | –                            | –                            | –                            | –                            | –                            | –                            | –                            | –                            | –                            | –                |
| 2015                                                     | „Make Your Own Luck”                                     | –                            | –                            | –                            | –                            | –                            | –                            | –                            | –                            | –                            | –                            | –                            | –                |
| 2015                                                     | „Oh Hell No”                                             | 80                           | –                            | –                            | –                            | –                            | –                            | –                            | –                            | –                            | –                            | –                            | –                |
| 2015                                                     | „Leave a Mark”                                           | –                            | –                            | –                            | –                            | –                            | –                            | –                            | –                            | –                            | –                            | –                            | –                |
| 2016                                                     | „Good Vibes”                                             | –                            | –                            | –                            | –                            | –                            | –                            | –                            | –                            | –                            | –                            | –                            | –                |
| 2016                                                     | „The Hope Song”                                          | –                            | –                            | –                            | –                            | –                            | –                            | –                            | –                            | –                            | –                            | –                            | –                |
| 2016                                                     | „Hologram”                                               | –                            | –                            | –                            | –                            | –                            | –                            | –                            | –                            | –                            | –                            | –                            | –                |
| 2017                                                     | „Oxygen”                                                 | –                            | –                            | –                            | –                            | –                            | –                            | –                            | –                            | –                            | –                            | –                            | –                |
| 2018                                                     | „Perfect Wonderland”                                     | –                            | –                            | –                            | –                            | –                            | –                            | –                            | –                            | –                            | –                            | –                            | –                |
| 2018                                                     | „Karma”                                                  | –                            | –                            | –                            | –                            | –                            | –                            | –                            | –                            | –                            | –                            | –                            | –                |
| 2018                                                     | „Golden Years”                                           | –                            | –                            | –                            | –                            | –                            | –                            | –                            | –                            | –                            | –                            | –                            | –                |
| 2020                                                     | „Taste the Heat”                                         | –                            | –                            | –                            | –                            | –                            | –                            | –                            | –                            | –                            | –                            | –                            | Voice of a Rebel |
| 2020                                                     | „Extraordinary”                                          | –                            | –                            | –                            | –                            | –                            | –                            | –                            | –                            | –                            | –                            | –                            | Voice of a Rebel |
| „–” oznacza, że singel nie był notowany na danej liście. |                                                          |                              |                              |                              |                              |                              |                              |                              |                              |                              |                              |                              |                  |